# 石麟镇
石麟镇，是中华人民共和国四川省乐山市五通桥区下辖的一个乡镇级行政单位。

## 行政区划
石麟镇下辖以下地区：
麒麟街社区、方嘴村、兴无村、杨林坳村、阳光村、共同村、水保源村、许店儿村、碗厂村、程河沟村、飞来村、南山村、白房子村、莲池村、楼房山村、沙坝河村、美丽村、马儿石村、张坳口村和大桥村。